# Chhindwara
Chhindwara est une ville indienne située dans le district de Chhindwara dans l'État du Madhya Pradesh. En 2011, sa population est de 171 290 habitants.

## Traduction
- (en) Cet article est partiellement ou en totalité issu de l’article de Wikipédia en anglais intitulé « Chhindwara » (voir la liste des auteurs).